# Sylvain Itté

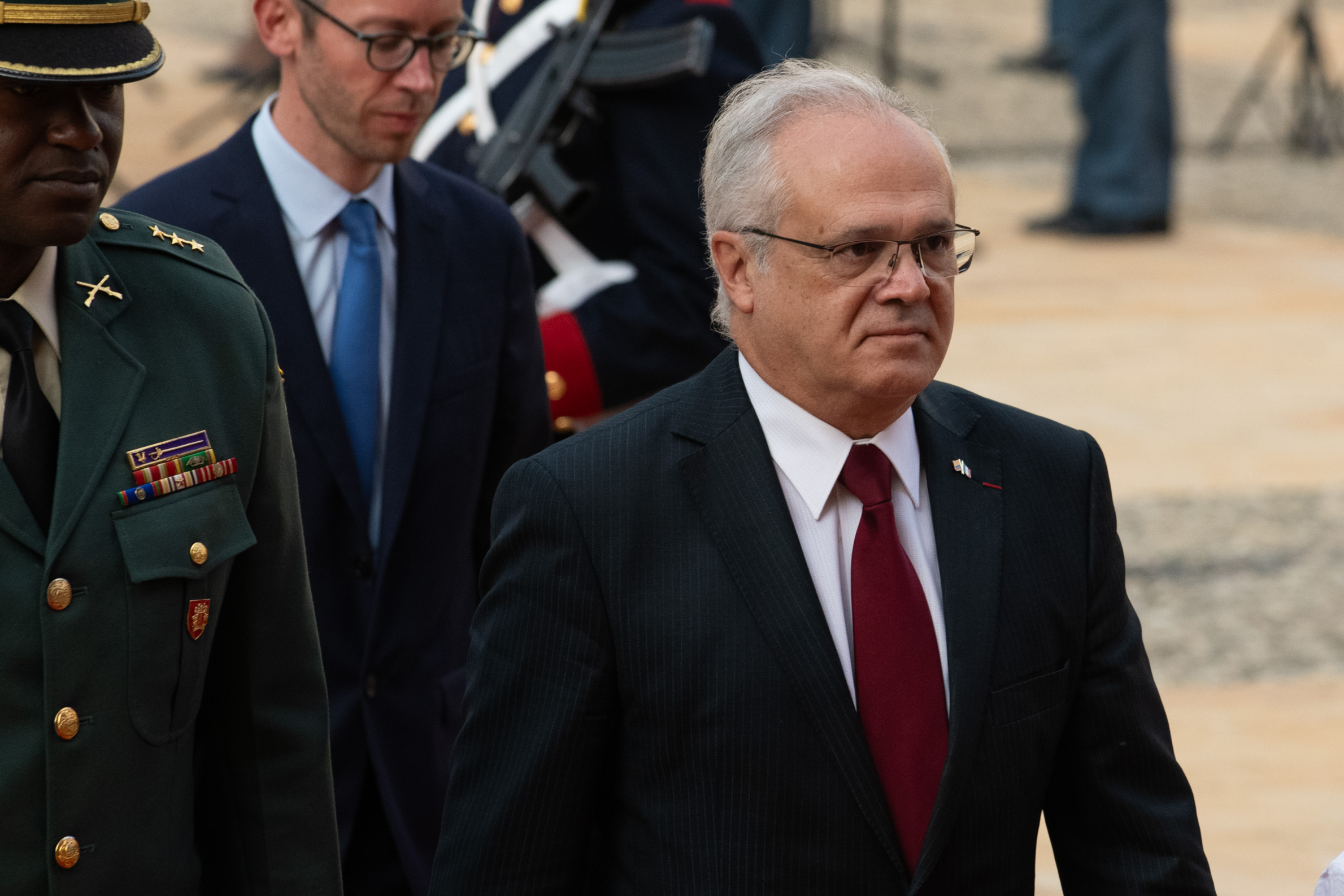
Sylvain Itté (2024)

Sylvain Itté (* 20. März 1959 in Bamako) ist ein französischer Diplomat.

## Leben
Sylvain Itté wuchs bis zum Alter von sechs Jahren in verschiedenen afrikanischen Ländern auf. Danach lebte er in mehreren europäischen Ländern. Er besuchte die französische Verwaltungsschule Institut régional d’administration de Lille und machte eine Maîtrise in öffentlichem Recht.
Itté begann seine berufliche Laufbahn 1985 bei den französischen Streitkräften in Berlin. Von dort wechselte er 1988 als Büroleiter ins Außenministerium in Paris. Er arbeitete von 1991 bis 1993 als technischer Berater im Kabinett des Verteidigungsministers und kam danach als stellvertretender Generalkonsul in São Paulo in Brasilien zum Einsatz, bis er als Abteilungsleiter ins Außenministerium nach Paris zurückkehrte. Von 1998 bis 2000 war er als Kabinettschef des Ministers für Kooperation und Frankophonie tätig. Anschließend wirkte er als Generalkonsul in Madrid, dann als Gesandter-Botschaftsrat in der französischen Botschaft in Kamerun. Er stand von 2006 bis 2009 der Regierungsagentur France coopération internationale als Generaldirektor vor. Von 2009 bis 2012 wurde er erneut in São Paulo eingesetzt, diesmal als Generalkonsul. Anschließend arbeitete er von 2012 bis 2013 als Kabinettsdirektor der beigeordneten Ministerin für Auslandsfranzosen.
Sylvain Itté wurde am 30. September 2013 als Nachfolger von Jean-Christophe Potton zum Botschafter Frankreichs in Uruguay ernannt. In dieser Funktion löste ihn am 26. Juli 2016 Philippe Bastelica ab. Itté wurde stattdessen am 27. September 2016 in der Nachfolge von Jean-Claude Moyret zum Botschafter in Angola bestimmt. Dort wurde er am 12. Oktober 2020 von Daniel Vosgien abgelöst. Am 28. September 2022 wurde Itté als Nachfolger von Alexandre Garcia zum Botschafter Frankreichs in Niger ernannt und als solcher am 7. Oktober 2022 akkreditiert. Im Zuge der Spannungen zwischen Frankreich und Niger nach dem Militärputsch am 26. Juli 2023 wies Niger Sylvain Itté am 25. August 2023 aus dem Land aus.
Sylvain Itté ist verheiratet und hat vier Kinder.

## Ehrungen
- Ritter der Ehrenlegion
- Ritter des französischen Ordre national du Mérite
- Offizier des Orden de Isabel la Católica[2]